# 全国高等学校野球選手権大会歴代優勝校
本項は、全国高等学校野球選手権大会（夏）と全国中等学校優勝野球大会の歴代優勝校および決勝の結果をまとめたもの。
最多優勝回数は中京大中京（愛知）の7回、最多勝利数も中京大中京（愛知）の79勝である。

## 歴代記録と大会結果

### 歴代優勝校一覧
以下の一覧表は、バーチャル高校野球「甲子園の戦績」（朝日新聞×ABCテレビ）を基に作成。
| 全国中等学校優勝野球大会   | 全国中等学校優勝野球大会 | 全国中等学校優勝野球大会 | 全国中等学校優勝野球大会                                       | 全国中等学校優勝野球大会                                       | 全国中等学校優勝野球大会                                       | 全国中等学校優勝野球大会 |
| 回                         | 開催日                   | 校数                     | 優勝校                                                         | 決勝スコア                                                     | 準優勝校                                                       | 備考 |
| -------------------------- | ------------------------ | ------------------------ | -------------------------------------------------------------- | -------------------------------------------------------------- | -------------------------------------------------------------- | --- |
| 1                          | 1915年8月22日            | 10                       | 京都二中（京都）                                               | 2x - 1                                                         | 秋田中（秋田）                                                 | 豊中グラウンド 近畿勢初優勝 |
| 2                          | 1916年8月20日            | 12                       | 慶応普通部（東京）                                             | 6 - 2                                                          | 市岡中（大阪）                                                 | 豊中グラウンド 関東勢初優勝 慶応普通部、初出場初優勝 敗者復活制度導入 |
| 3                          | 1917年8月19日            | 12                       | 愛知一中（愛知）                                               | 1 - 0                                                          | 関西学院中（兵庫）                                             | 鳴尾球場 東海勢初優勝 愛知一中、初出場初優勝 初の敗者復活制度による復活優勝 |
| 4                          | 1918年                   | 14                       | 代表校は決定して現地入りもしていたが、米騒動により本大会中止   | 代表校は決定して現地入りもしていたが、米騒動により本大会中止   | 代表校は決定して現地入りもしていたが、米騒動により本大会中止   | 代表校は決定して現地入りもしていたが、米騒動により本大会中止 |
| 5                          | 1919年8月19日            | 14                       | 神戸一中（兵庫）                                               | 7 - 4                                                          | 長野師範（長野）                                               | 鳴尾球場 敗者復活制度廃止 神戸一中、初出場初優勝 甲信勢初の決勝進出 |
| 6                          | 1920年8月19日            | 15                       | 関西学院中（兵庫）                                             | 17 - 0                                                         | 慶応普通部（東京）                                             | 鳴尾球場 兵庫勢2連覇 |
| 7                          | 1921年8月18日            | 17                       | 和歌山中（和歌山）                                             | 16 - 4                                                         | 京都一商（京都）                                               | 鳴尾球場 朝鮮・満州初参加 和歌山中、大会記録の75得点・29盗塁 |
| 8                          | 1922年8月18日            | 17                       | 和歌山中（和歌山）                                             | 8 - 4                                                          | 神戸商（兵庫）                                                 | 鳴尾球場 和歌山中、大会初の2連覇 準優勝投手は浜崎真二 |
| 9                          | 1923年8月20日            | 19                       | 甲陽中（兵庫）                                                 | 5 - 2                                                          | 和歌山中（和歌山）                                             | 鳴尾球場 台湾初参加 甲陽中、初出場初優勝 和歌山中、初の3年連続決勝進出 |
| 10                         | 1924年8月19日            | 19                       | 広島商（広島）                                                 | 3 - 0                                                          | 松本商（長野）                                                 | 甲子園球場完成 中国（山陽地方）勢初優勝 |
| 11                         | 1925年8月23日            | 21                       | 高松商（香川）                                                 | 5 - 3                                                          | 早稲田実（東京）                                               | 第1回選抜大会以来、初の決勝再戦 四国勢初優勝 高松商、初の春夏両大会での優勝 |
| 12                         | 1926年8月20日            | 22                       | 静岡中（静岡）                                                 | 2 - 1                                                          | 大連商（満州）                                                 | 満州から初の決勝進出 静岡勢初優勝 |
| 13                         | 1927年8月20日            | 22                       | 高松商（香川）                                                 | 5 - 1                                                          | 広陵中（広島）                                                 | 昭和初の大会 優勝投手は水原茂 |
| 14                         | 1928年8月22日            | 22                       | 松本商（長野）                                                 | 3 - 1                                                          | 平安中（京都）                                                 | 長野勢初優勝 優勝投手は中島治康 |
| 15                         | 1929年8月20日            | 22                       | 広島商（広島）                                                 | 3 - 0                                                          | 海草中（和歌山）                                               | |
| 16                         | 1930年8月20日            | 22                       | 広島商（広島）                                                 | 8 - 2                                                          | 諏訪蚕糸（長野）                                               | 夏2連覇 優勝投手は灰山元治 |
| 17                         | 1931年8月21日            | 22                       | 中京商（愛知）                                                 | 4 - 0                                                          | 嘉義農林（台湾）                                               | 台湾から初の決勝進出 中京商、初出場初優勝 優勝投手は吉田正男 |
| 18                         | 1932年8月20日            | 22                       | 中京商（愛知）                                                 | 4x - 3                                                         | 松山商（愛媛）                                                 | 延長11回 夏2連覇 優勝投手は吉田正男、準優勝投手は景浦將 |
| 19                         | 1933年8月20日            | 22                       | 中京商（愛知）                                                 | 2 - 1                                                          | 平安中（京都）                                                 | 大会史上唯一の夏3連覇達成 優勝投手は吉田正男 |
| 20                         | 1934年8月20日            | 22                       | 呉港中（広島）                                                 | 2 - 0                                                          | 熊本工（熊本）                                                 | 九州勢初の決勝進出 優勝投手は藤村富美男 |
| 21                         | 1935年8月21日            | 22                       | 松山商（愛媛）                                                 | 6 - 1                                                          | 育英商（兵庫）                                                 | 優勝投手は中山正嘉 |
| 22                         | 1936年8月20日            | 22                       | 岐阜商（岐阜）                                                 | 9 - 1                                                          | 平安中（京都）                                                 | 岐阜商、初出場初優勝 優勝投手は松井栄造 |
| 23                         | 1937年8月20日            | 22                       | 中京商（愛知）                                                 | 3 - 1                                                          | 熊本工（熊本）                                                 | 優勝投手は野口二郎、準優勝投手は川上哲治 |
| 24                         | 1938年8月22日            | 22                       | 平安中（京都）                                                 | 2x - 1                                                         | 岐阜商（岐阜）                                                 | 準優勝投手は大島信雄 |
| 25                         | 1939年8月20日            | 22                       | 海草中（和歌山）                                               | 5 - 0                                                          | 下関商（山口）                                                 | 決勝戦でノーヒットノーラン達成 優勝投手は嶋清一 |
| 26                         | 1940年8月19日            | 22                       | 海草中（和歌山）                                               | 2 - 1                                                          | 島田商（静岡）                                                 | 夏2連覇 優勝投手は真田重蔵 |
| 27                         | 1941年                   | 0                        | 日華事変激化に伴い中止、以降1945年まで第二次世界大戦による中断 | 日華事変激化に伴い中止、以降1945年まで第二次世界大戦による中断 | 日華事変激化に伴い中止、以降1945年まで第二次世界大戦による中断 | 日華事変激化に伴い中止、以降1945年まで第二次世界大戦による中断 |
| 28                         | 1946年8月21日            | 19                       | 浪華商（大阪）                                                 | 2 - 0                                                          | 京都二中（京都）                                               | 阪急西宮球場 優勝投手は平古場昭二 |
| 29                         | 1947年8月19日            | 19                       | 小倉中（福岡）                                                 | 6 - 3                                                          | 岐阜商（岐阜）                                                 | 甲子園球場に戻る 九州勢(北部九州)初優勝 優勝投手は福嶋一雄 |
| 全国高等学校野球選手権大会 |                          |                          |                                                                |                                                                |                                                                | |
| 回                         | 開催日                   | 校数                     | 優勝校                                                         | 決勝スコア                                                     | 準優勝校                                                       | 備考 |
| 30                         | 1948年8月20日            | 23                       | 小倉（福岡）                                                   | 1 - 0                                                          | 桐蔭（和歌山）                                                 | 小倉＝旧制小倉中 桐蔭＝旧制和歌山中 戦後初の夏2連覇 優勝投手は福嶋一雄、準優勝投手は西村修 |
| 31                         | 1949年8月20日            | 23                       | 湘南（神奈川）                                                 | 5 - 3                                                          | 岐阜（岐阜）                                                   | 湘南、初出場初優勝 準優勝投手は花井悠 |
| 32                         | 1950年8月21日            | 23                       | 松山東（愛媛）                                                 | 12 - 8                                                         | 鳴門（徳島）                                                   | 徳島勢初の決勝進出 松山東は松山商と統合 |
| 33                         | 1951年8月19日            | 23                       | 平安（京都）                                                   | 7 - 4                                                          | 熊谷（埼玉）                                                   | 平安＝旧制平安中 埼玉勢初の決勝進出 優勝投手は清水宏員 |
| 34                         | 1952年8月20日            | 23                       | 芦屋（兵庫）                                                   | 4 - 1                                                          | 八尾（大阪）                                                   | 優勝投手は植村義信 |
| 35                         | 1953年8月20日            | 23                       | 松山商（愛媛）                                                 | 3 - 2                                                          | 土佐（高知）                                                   | テレビ中継開始 延長13回 高知勢初の決勝進出 松山商、松山東との分離後の優勝優勝投手は空谷泰 |
| 36                         | 1954年8月22日            | 23                       | 中京商（愛知）                                                 | 3 - 0                                                          | 静岡商（静岡）                                                 | 優勝投手は中山俊丈 |
| 37                         | 1955年8月17日            | 23                       | 四日市（三重）                                                 | 4 - 1                                                          | 坂出商（香川）                                                 | 三重勢初の決勝進出 三重勢初優勝 四日市、初出場初優勝 優勝投手は高橋正勝 |
| 38                         | 1956年8月20日            | 23                       | 平安（京都）                                                   | 3 - 2                                                          | 岐阜商（岐阜）                                                 | |
| 39                         | 1957年8月20日            | 23                       | 広島商（広島）                                                 | 3 - 1                                                          | 法政二（神奈川）                                               | |
| 40                         | 1958年8月19日            | 47                       | 柳井（山口）                                                   | 7 - 0                                                          | 徳島商（徳島）                                                 | 46都道府県＋沖縄の47代表 甲子園・西宮の併催 徳島商の板東英二は大会記録の83奪三振及び準優勝投手 |
| 41                         | 1959年8月18日            | 29                       | 西条（愛媛）                                                   | 8 - 2                                                          | 宇都宮工（栃木）                                               | 北海道代表が南北に分割 延長15回 栃木勢初の決勝進出 優勝投手は金子哲夫、準優勝投手は大井道夫 |
| 42                         | 1960年8月21日            | 30                       | 法政二（神奈川）                                               | 3 - 0                                                          | 静岡（静岡）                                                   | 静岡＝旧制静岡中 優勝投手は柴田勲 |
| 43                         | 1961年8月20日            | 30                       | 浪商（大阪）                                                   | 1 - 0                                                          | 桐蔭（和歌山）                                                 | 浪商＝旧制浪華商 優勝投手は尾崎行雄 |
| 44                         | 1962年8月19日            | 30                       | 作新学院（栃木）                                               | 1 - 0                                                          | 久留米商（福岡）                                               | 作新学院、史上初の春夏連覇 優勝投手は加藤斌 |
| 45                         | 1963年8月20日            | 48                       | 明星（大阪）                                                   | 2 - 1                                                          | 下関商（山口）                                                 | 甲子園・西宮併催 準優勝投手は池永正明 |
| 46                         | 1964年8月18日            | 30                       | 高知（高知）                                                   | 2 - 0                                                          | 早鞆（山口）                                                   | 山口勢、2年連続決勝進出 |
| 47                         | 1965年8月22日            | 30                       | 三池工（福岡）                                                 | 2 - 0                                                          | 銚子商（千葉）                                                 | 三池工、初出場初優勝 大会史上初の工業高校の優勝 優勝投手は上田卓三、準優勝投手は木樽正明 |
| 48                         | 1966年8月24日            | 30                       | 中京商（愛知）                                                 | 3 - 1                                                          | 松山商（愛媛）                                                 | 4年ぶり2校目の春夏連覇 優勝投手は加藤英夫、準優勝投手は西本明和 |
| 49                         | 1967年8月20日            | 30                       | 習志野（千葉）                                                 | 7 - 1                                                          | 広陵（広島）                                                   | 広陵＝旧制広陵中 千葉勢初優勝 |
| 50                         | 1968年8月22日            | 48                       | 興国（大阪）                                                   | 1 - 0                                                          | 静岡商（静岡）                                                 | 興国、初出場初優勝 準優勝投手は新浦壽夫 |
| 51                         | 1969年8月18日 8月19日    | 30                       | 松山商（愛媛）                                                 | 0 - 0 4 - 2                                                    | 三沢（青森）                                                   | 延長18回引き分け再試合 優勝投手は井上明、準優勝投手は太田幸司 |
| 52                         | 1970年8月20日            | 30                       | 東海大相模（神奈川）                                           | 10 - 6                                                         | PL学園（大阪）                                                 | 準優勝投手は新美敏 |
| 53                         | 1971年8月16日            | 30                       | 桐蔭学園（神奈川）                                             | 1 - 0                                                          | 磐城（福島）                                                   | 神奈川勢2連覇 桐蔭学園、初出場初優勝 決勝戦最早開催日 準優勝投手は田村隆寿 |
| 54                         | 1972年8月23日            | 30                       | 津久見（大分）                                                 | 3 - 1                                                          | 柳井（山口）                                                   | 津久見、第39回選抜大会と併せて九州勢初の春夏制覇 |
| 55                         | 1973年8月22日            | 48                       | 広島商（広島）                                                 | 3x - 2                                                         | 静岡（静岡）                                                   | 史上初の決勝戦でのサヨナラスクイズ 優勝投手は佃正樹 |
| 56                         | 1974年8月19日            | 34                       | 銚子商（千葉）                                                 | 7 - 0                                                          | 防府商（山口）                                                 | 東京代表が東東京代表と西東京代表に分割 金属製バット解禁 優勝投手は土屋正勝 |
| 57                         | 1975年8月24日            | 38                       | 習志野（千葉）                                                 | 5x - 4                                                         | 新居浜商（愛媛）                                               | 千葉勢2連覇 優勝投手は小川淳司 |
| 58                         | 1976年8月21日            | 41                       | 桜美林（西東京）                                               | 4x - 3                                                         | PL学園（大阪）                                                 | 桜美林、初出場初優勝 東京 - 大阪対決 延長11回 |
| 59                         | 1977年8月20日            | 41                       | 東洋大姫路（兵庫）                                             | 4x - 1                                                         | 東邦（愛知）                                                   | 延長10回 史上初の決勝戦でのサヨナラ本塁打 優勝投手は松本正志、準優勝投手は坂本佳一 |
| 60                         | 1978年8月20日            | 49                       | PL学園（大阪）                                                 | 3x - 2                                                         | 高知商（高知）                                                 | 逆転のPL 優勝投手は西田真二、準優勝投手は森浩二 |
| 61                         | 1979年8月21日            | 49                       | 箕島（和歌山）                                                 | 4 - 3                                                          | 池田（徳島）                                                   | 正式に全都道府県の代表が出場 13年ぶり3校目、公立校では初の春夏連覇 優勝投手は石井毅 |
| 62                         | 1980年8月22日            | 49                       | 横浜（神奈川）                                                 | 6 - 4                                                          | 早稲田実（東東京）                                             | 優勝投手は愛甲猛、準優勝投手は荒木大輔 |
| 63                         | 1981年8月21日            | 49                       | 報徳学園（兵庫）                                               | 2 - 0                                                          | 京都商（京都）                                                 | 優勝投手は金村義明 |
| 64                         | 1982年8月20日            | 49                       | 池田（徳島）                                                   | 12 - 2                                                         | 広島商（広島）                                                 | 徳島勢初優勝 優勝投手は畠山準 |
| 65                         | 1983年8月21日            | 49                       | PL学園（大阪）                                                 | 3 - 0                                                          | 横浜商（神奈川）                                               | 優勝投手は桑田真澄、準優勝投手は三浦将明 |
| 66                         | 1984年8月21日            | 49                       | 取手二（茨城）                                                 | 8 - 4                                                          | PL学園（大阪）                                                 | 延長10回 茨城勢初優勝 PL学園、2年連続決勝進出 PL学園、3季連続決勝進出 優勝投手は石田文樹、準優勝投手は桑田真澄 |
| 67                         | 1985年8月21日            | 49                       | PL学園（大阪）                                                 | 4x - 3                                                         | 宇部商（山口）                                                 | PL学園、戦後初の3年連続決勝進出 宇部商の藤井進が大会記録の14打点 優勝投手は桑田真澄 |
| 68                         | 1986年8月21日            | 49                       | 天理（奈良）                                                   | 3 - 2                                                          | 松山商（愛媛）                                                 | 奈良勢初優勝 松山商の水口栄二が大会記録の19安打 |
| 69                         | 1987年8月21日            | 49                       | PL学園（大阪）                                                 | 5 - 2                                                          | 常総学院（茨城）                                               | 8年ぶり4校目の春夏連覇 優勝投手は野村弘樹、準優勝投手は島田直也 |
| 70                         | 1988年8月22日            | 49                       | 広島商（広島）                                                 | 1 - 0                                                          | 福岡第一（福岡）                                               | 昭和最後の大会 準優勝投手は前田幸長 |
| 71                         | 1989年8月22日            | 49                       | 帝京（東東京）                                                 | 2 - 0                                                          | 仙台育英（宮城）                                               | 平成初の大会 宮城勢初の決勝進出 延長10回 優勝投手は吉岡雄二、準優勝投手は大越基 |
| 72                         | 1990年8月21日            | 49                       | 天理（奈良）                                                   | 1 - 0                                                          | 沖縄水産（沖縄）                                               | 沖縄勢初の決勝進出 優勝投手は南竜次 |
| 73                         | 1991年8月21日            | 49                       | 大阪桐蔭（大阪）                                               | 13 - 8                                                         | 沖縄水産（沖縄）                                               | 大阪桐蔭、初出場初優勝 沖縄水産、2年連続決勝進出 準優勝投手は大野倫 |
| 74                         | 1992年8月25日            | 49                       | 西日本短大付（福岡）                                           | 1 - 0                                                          | 拓大紅陵（千葉）                                               | 九州勢20年ぶりの優勝 |
| 75                         | 1993年8月23日            | 49                       | 育英（兵庫）                                                   | 3 - 2                                                          | 春日部共栄（埼玉）                                             | 育英＝旧制育英商 育英、大会記録の30犠打 準優勝投手は土肥義弘 |
| 76                         | 1994年8月21日            | 49                       | 佐賀商（佐賀）                                                 | 8 - 4                                                          | 樟南（鹿児島）                                                 | 初の決勝戦九州対決 佐賀勢・鹿児島勢ともに春夏通じて初の決勝進出 佐賀県勢初優勝 史上初の決勝戦での満塁本塁打 |
| 77                         | 1995年8月21日            | 49                       | 帝京（東東京）                                                 | 3 - 1                                                          | 星稜（石川）                                                   | 北陸勢初の決勝進出 準優勝投手は山本省吾 |
| 78                         | 1996年8月21日            | 49                       | 松山商（愛媛）                                                 | 6 - 3                                                          | 熊本工（熊本）                                                 | 延長11回 14年ぶりの決勝戦公立校対決 奇跡のバックホーム 松山商、春夏通じて初の3元号（大正・昭和・平成）優勝 |
| 79                         | 1997年8月21日            | 49                       | 智弁和歌山（和歌山）                                           | 6 - 3                                                          | 平安（京都）                                                   | 準優勝投手は川口知哉 |
| 80                         | 1998年8月22日            | 55                       | 横浜（東神奈川）                                               | 3 - 0                                                          | 京都成章（京都）                                               | 11年ぶり5校目の春夏連覇 決勝戦でノーヒットノーラン達成 優勝投手は松坂大輔 |
| 81                         | 1999年8月21日            | 49                       | 桐生第一（群馬）                                               | 14 - 1                                                         | 岡山理大付（岡山）                                             | 群馬勢・岡山勢ともに初の決勝進出 群馬勢初優勝 優勝投手は正田樹 |
| 82                         | 2000年8月21日            | 49                       | 智弁和歌山（和歌山）                                           | 11 - 6                                                         | 東海大浦安（千葉）                                             | 20世紀最後の大会 智弁和歌山、大会記録の100安打・11本塁打・157塁打 |
| 83                         | 2001年8月22日            | 49                       | 日大三（西東京）                                               | 5 - 2                                                          | 近江（滋賀）                                                   | 21世紀初の大会 滋賀勢初の決勝進出 優勝投手は近藤一樹、準優勝投手は竹内和也・島脇信也 |
| 84                         | 2002年8月21日            | 49                       | 明徳義塾（高知）                                               | 7 - 2                                                          | 智弁和歌山（和歌山）                                           | ベスト8に四国勢4校が全て残る |
| 85                         | 2003年8月23日            | 49                       | 常総学院（茨城）                                               | 4 - 2                                                          | 東北（宮城）                                                   | 準優勝投手はダルビッシュ有 |
| 86                         | 2004年8月22日            | 49                       | 駒大苫小牧（南北海道）                                         | 13 - 10                                                        | 済美（愛媛）                                                   | 北海道勢初優勝 決勝最多得点記録 済美、初出場で春夏連続決勝進出 準優勝投手は福井優也 |
| 87                         | 2005年8月20日            | 49                       | 駒大苫小牧（南北海道）                                         | 5 - 3                                                          | 京都外大西（京都）                                             | 駒大苫小牧、57年ぶりの夏2連覇 優勝投手は田中将大 |
| 88                         | 2006年8月20日 8月21日    | 49                       | 早稲田実（西東京）                                             | 1 - 1 4 - 3                                                    | 駒大苫小牧（南北海道）                                         | 駒大苫小牧、3年連続決勝進出 延長15回、引き分け再試合 優勝投手は斎藤佑樹、準優勝投手は田中将大 |
| 89                         | 2007年8月22日            | 49                       | 佐賀北（佐賀）                                                 | 5 - 4                                                          | 広陵（広島）                                                   | 佐賀北、8回裏逆転満塁ホームラン 11年ぶりの公立校優勝 準優勝投手は野村祐輔 |
| 90                         | 2008年8月18日            | 55                       | 大阪桐蔭（北大阪）                                             | 17 - 0                                                         | 常葉菊川（静岡）                                               | 第6回大会以来の決勝戦大差得点 大阪桐蔭、決勝戦最多の21安打 準優勝投手は戸狩聡希 |
| 91                         | 2009年8月24日            | 49                       | 中京大中京（愛知）                                             | 10 - 9                                                         | 日本文理（新潟）                                               | 中京大中京＝旧制（新制時代も含む）中京商 中京大中京、大会史上最多7回目の優勝 中京大中京、43年ぶりの優勝（史上4番目に長いブランク） 新潟勢初の決勝進出 日本文理、9回表2アウト、10-4から1点差まで追い上げる 優勝投手は堂林翔太 |
| 92                         | 2010年8月21日            | 49                       | 興南（沖縄）                                                   | 13 - 1                                                         | 東海大相模（神奈川）                                           | 12年ぶり6校目の春夏連覇 沖縄勢初優勝 優勝投手は島袋洋奨、準優勝投手は一二三慎太 |
| 93                         | 2011年8月20日            | 49                       | 日大三（西東京）                                               | 11 - 0                                                         | 光星学院（青森）                                               | 優勝投手は吉永健太朗 |
| 94                         | 2012年8月23日            | 49                       | 大阪桐蔭（大阪）                                               | 3 - 0                                                          | 光星学院（青森）                                               | 2年ぶり7校目の春夏連覇 史上初の春夏同一カードでの決勝 光星学院、3季連続決勝進出 優勝投手は藤浪晋太郎 |
| 95                         | 2013年8月22日            | 49                       | 前橋育英（群馬）                                               | 4 - 3                                                          | 延岡学園（宮崎）                                               | 前橋育英、初出場初優勝 延岡学園、宮崎勢初の決勝進出 優勝投手は髙橋光成 |
| 96                         | 2014年8月25日            | 49                       | 大阪桐蔭（大阪）                                               | 4 - 3                                                          | 三重（三重）                                                   | 三重勢59年ぶりの決勝進出 |
| 97                         | 2015年8月20日            | 49                       | 東海大相模（神奈川）                                           | 10 - 6                                                         | 仙台育英（宮城）                                               | 第1回大会から100年 東海大相模、45年ぶりの優勝（史上3番目に長いブランク） 優勝投手は小笠原慎之介・吉田凌、準優勝投手は佐藤世那                                                                                                |
| 98                         | 2016年8月21日            | 49                       | 作新学院（栃木）                                               | 7 - 1                                                          | 北海（南北海道）                                               | 作新学院、54年ぶりの優勝（史上2番目に長いブランク） 北海、37度目の出場にして初の決勝進出 優勝投手は今井達也 |
| 99                         | 2017年8月23日            | 49                       | 花咲徳栄（埼玉）                                               | 14 - 4                                                         | 広陵（広島）                                                   | 埼玉勢初優勝 大会本塁打数最多の68本 広陵の中村奨成が大会記録の6本塁打19安打17打点 優勝投手は清水達也 |
| 100                        | 2018年8月21日            | 56                       | 大阪桐蔭（北大阪）                                             | 13 - 2                                                         | 金足農（秋田）                                                 | 平成最後の大会 大阪桐蔭、2度目の春夏連覇 金農旋風 秋田勢第1回大会以来103年ぶりの決勝進出 優勝投手は柿木蓮、準優勝投手は吉田輝星                                                                                              |
| 101                        | 2019年8月22日            | 49                       | 履正社（大阪）                                                 | 5 - 3                                                          | 星稜（石川）                                                   | 令和初の大会 優勝投手は岩崎峻典、準優勝投手は奥川恭伸 |
| 102                        | 2020年                   | --                       | 新型コロナウイルス感染症（COVID-19）の流行を考慮し、開催中止   | 新型コロナウイルス感染症（COVID-19）の流行を考慮し、開催中止   | 新型コロナウイルス感染症（COVID-19）の流行を考慮し、開催中止   | 新型コロナウイルス感染症（COVID-19）の流行を考慮し、開催中止 |
| 103                        | 2021年8月29日            | 49                       | 智弁和歌山（和歌山）                                           | 9 - 2                                                          | 智弁学園（奈良）                                               | 大会史上最多7度の雨天順延 ベスト4が全て近畿勢 決勝戦最遅開催日 大会史上初決勝での系列校同士対決 |
| 104                        | 2022年8月22日            | 49                       | 仙台育英（宮城）                                               | 8 - 1                                                          | 下関国際（山口）                                               | 春夏通じて東北勢、宮城勢初優勝 山口勢37年ぶりの決勝進出 準優勝投手は古賀康誠 |
| 105                        | 2023年8月23日            | 49                       | 慶応（神奈川）                                                 | 8 - 2                                                          | 仙台育英（宮城）                                               | 慶応＝旧制慶応普通部 慶応、103年ぶりの決勝進出及び107年ぶりの優勝（ともに史上最長ブランク） 慶応、史上初複数の都道府県（東京及び神奈川）代表で優勝 決勝戦で史上初の先頭打者本塁打 仙台育英、2年連続決勝進出                  |
| 106                        | 2024年8月23日            | 49                       | 京都国際（京都）                                               | 2 - 1                                                          | 関東第一（東東京）                                             | 京都勢68年ぶりの優勝 決勝18年ぶりの延長10回、決勝初のタイブレーク 準優勝投手は坂井遼 |

### 都道府県別優勝回数一覧
以下の一覧表は、バーチャル高校野球「ランキング」（朝日新聞×ABCテレビ）の都道府県別より作成。なお、優勝校の校名は現校名を表示。旧制中学時代及び旧校名で優勝した校名については前節の表を参照。
| 地区   | 都道府県 | 優勝回数 | 優勝校名〔括弧内は優勝回数〕                                                      | 備考 |
| ------ | -------- | -------- | --------------------------------------------------------------------------------- | --- |
| 北海道 | 北海道   | 2        | 駒大苫小牧(2)                                                                     | |
| 東北   | 青森     | 0        |                                                                                   | |
| 東北   | 岩手     | 0        |                                                                                   | |
| 東北   | 秋田     | 0        |                                                                                   | |
| 東北   | 山形     | 0        |                                                                                   | |
| 東北   | 宮城     | 1        | 仙台育英(1)                                                                       | |
| 東北   | 福島     | 0        |                                                                                   | |
| 関東   | 茨城     | 2        | 取手二(1)、常総学院(1)                                                            | |
| 関東   | 栃木     | 2        | 作新学院(2)                                                                       | |
| 関東   | 群馬     | 2        | 桐生第一(1)、前橋育英(1)                                                          | |
| 関東   | 埼玉     | 1        | 花咲徳栄(1)                                                                       | |
| 関東   | 山梨     | 0        |                                                                                   | |
| 関東   | 千葉     | 3        | 習志野(2)、銚子商(1)                                                              | |
| 関東   | 神奈川   | 8        | 横浜(2)、東海大相模(2)、湘南(1)、法政二(1)、桐蔭学園(1)、慶応(1)                  | 慶応の優勝回数は神奈川代表での回数 |
| 東京   | 東京     | 7        | 帝京(2)、日大三(2)、慶応(1)、桜美林(1)、早稲田実(1)                               | 慶応の優勝回数は東京代表での回数及びその優勝は旧制中学時代のみ |
| 北信越 | 長野     | 1        | 松商学園(1)                                                                       | 松商学園の優勝は旧制中学時代のみ |
| 北信越 | 新潟     | 0        |                                                                                   | |
| 北信越 | 富山     | 0        |                                                                                   | |
| 北信越 | 石川     | 0        |                                                                                   | |
| 北信越 | 福井     | 0        |                                                                                   | |
| 東海   | 静岡     | 1        | 静岡(1)                                                                           | 静岡の優勝は旧制中学時代のみ |
| 東海   | 愛知     | 8        | 中京大中京(7)、旭丘(1)                                                            | 旭丘の優勝は旧制中学時代のみ |
| 東海   | 岐阜     | 1        | 県岐阜商(1)                                                                       | 県岐阜商の優勝は旧制中学時代のみ |
| 東海   | 三重     | 1        | 四日市(1)                                                                         | |
| 近畿   | 滋賀     | 0        |                                                                                   | |
| 近畿   | 京都     | 5        | 龍谷大平安(3)、鳥羽(1)、京都国際(1)                                               | 鳥羽の優勝は旧制中学時代のみ |
| 近畿   | 奈良     | 2        | 天理(2)                                                                           | |
| 近畿   | 和歌山   | 8        | 智弁和歌山(3)、桐蔭(2)、向陽(2)、箕島(1)                                          | 桐蔭及び向陽の優勝は旧制中学時代のみ |
| 近畿   | 大阪     | 14       | 大阪桐蔭(5)、PL学園(4)、大体大浪商(2)、明星(1)、興国(1)、履正社(1)                | |
| 近畿   | 兵庫     | 7        | 神戸(1)、関西学院(1)、甲陽学院(1)、県芦屋(1)、東洋大姫路(1)、報徳学園(1)、育英(1) | 神戸、関西学院、甲陽学院の優勝は旧制中学時代のみ |
| 中国   | 岡山     | 0        |                                                                                   | |
| 中国   | 鳥取     | 0        |                                                                                   | |
| 中国   | 広島     | 7        | 広島商(6)、呉港(1)                                                                | 呉港の優勝は旧制中学時代のみ |
| 中国   | 島根     | 0        |                                                                                   | |
| 中国   | 山口     | 1        | 柳井(1)                                                                           | |
| 四国   | 香川     | 2        | 高松商(2)                                                                         | 高松商の優勝は旧制中学時代のみ |
| 四国   | 愛媛     | ※6       | 松山商(5)・松山東(1)、西条(1)                                                     | 愛媛の優勝回数と各校の優勝回数の合計は、松山商と松山東が合併した後に松山東で優勝（第32回大会）した分は、同勢優勝1回分としているが、その優勝は両校それぞれの優勝回数に加えられているため、両者の合計が一致していない |
| 四国   | 徳島     | 1        | 池田(1)                                                                           | |
| 四国   | 高知     | 2        | 高知(1)、明徳義塾(1)                                                              | |
| 九州   | 福岡     | 4        | 小倉(2)、三池工(1)、西日本短大付(1)                                               | |
| 九州   | 佐賀     | 2        | 佐賀商(1)、佐賀北(1)                                                              | |
| 九州   | 長崎     | 0        |                                                                                   | |
| 九州   | 熊本     | 0        |                                                                                   | |
| 九州   | 大分     | 1        | 津久見(1)                                                                         | |
| 九州   | 宮崎     | 0        |                                                                                   | |
| 九州   | 鹿児島   | 0        |                                                                                   | |
| 九州   | 沖縄     | 1        | 興南(1)                                                                           | |